# Gnetum klossii
Gnetum klossii là một loài thực vật hạt trần trong họ Gnetaceae. Loài này được Merr. ex Markgr. mô tả khoa học đầu tiên năm 1930.